# 런던 의회

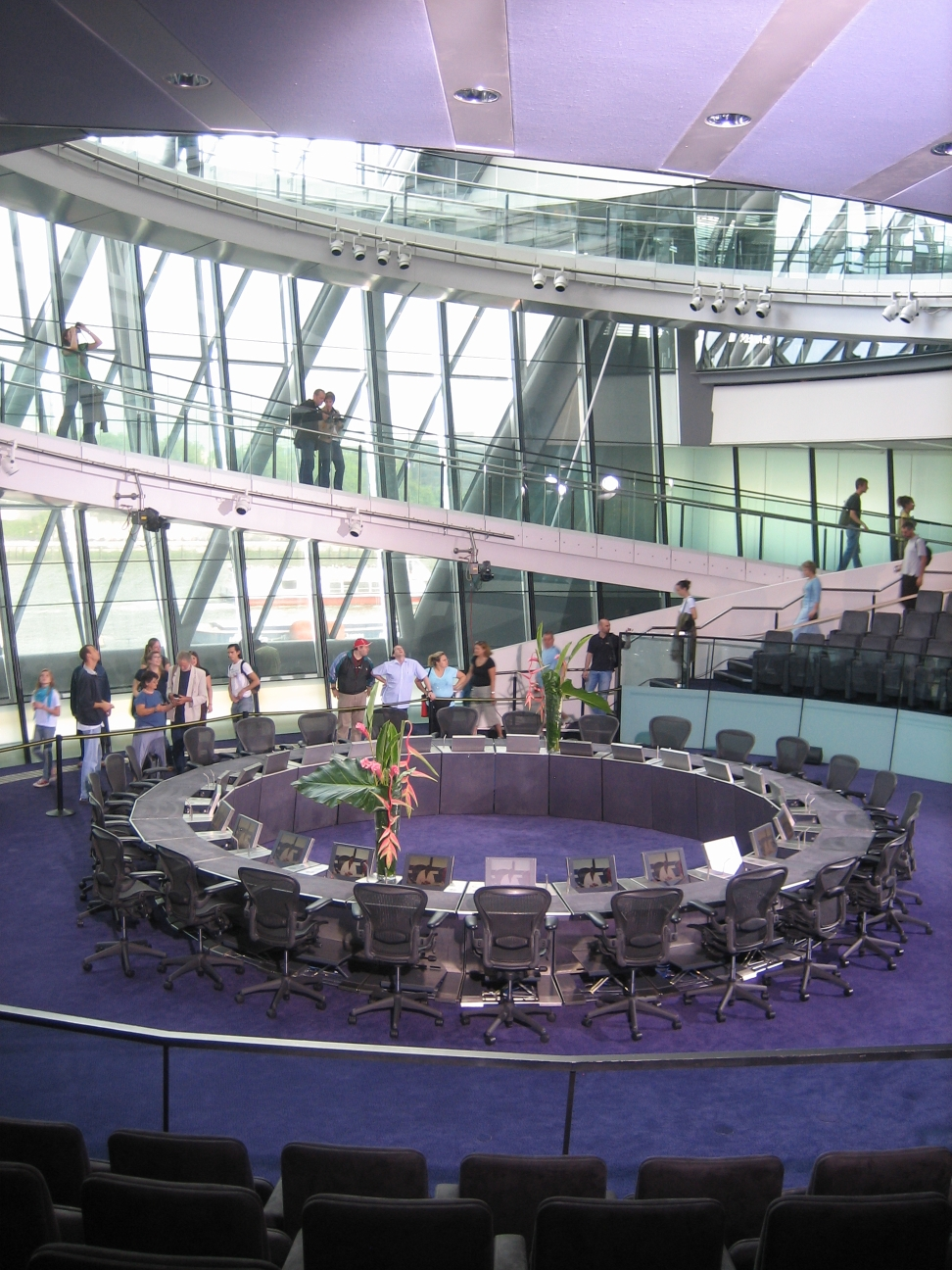
런던 의회의 의사당

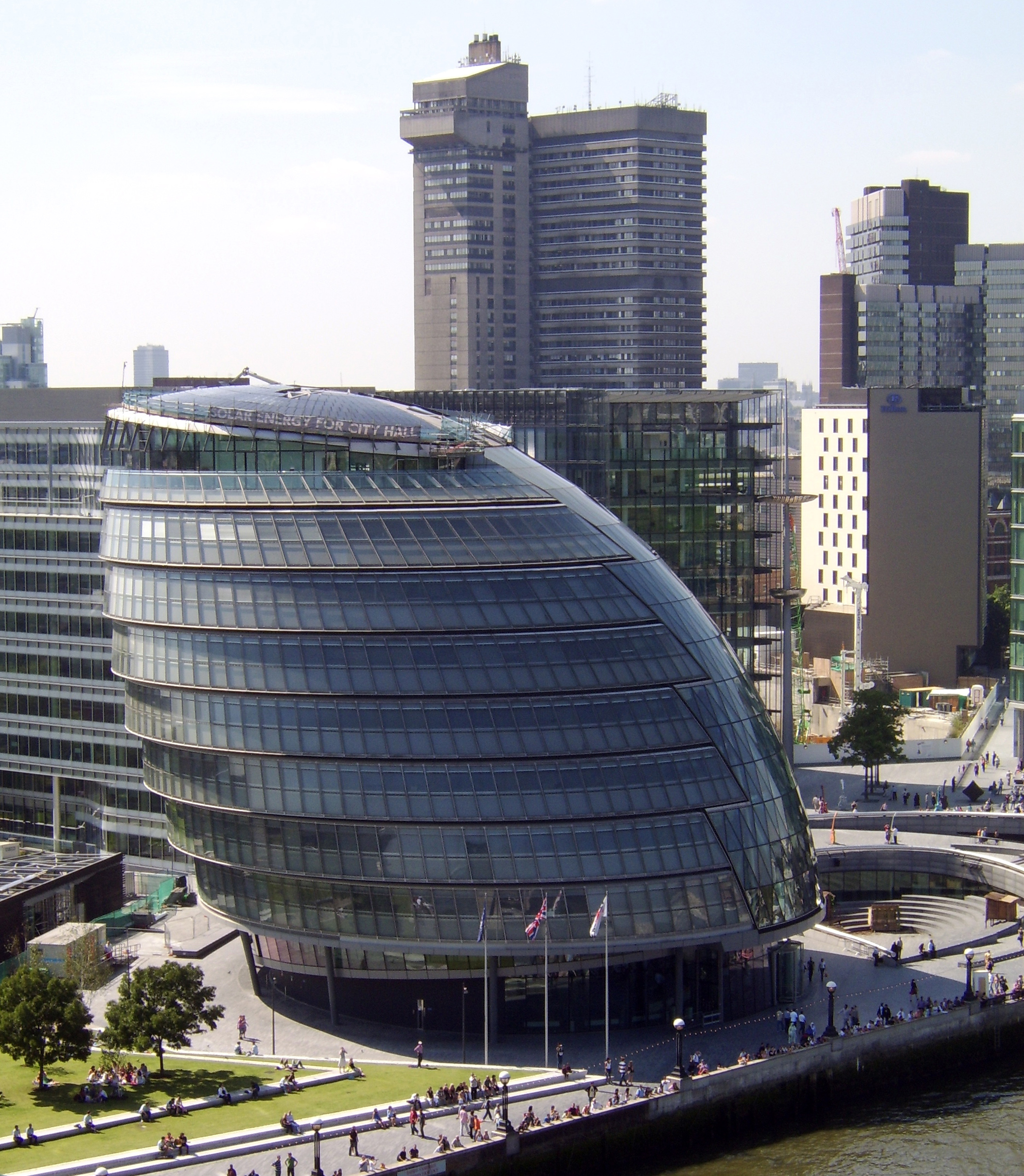
런던 의회의 의사당이 있는 런던 시청

런던 의회(영어: London Assembly)는 그레이터런던 당국의 산하 기구이다. 시민의 손으로 선출된 의원 25인으로 구성되며, 런던 시장의 활동을 견제하는 역할을 한다. 지난 2000년 처음 개원하였으며, 템스강 남부 타워 브리지 근처에 있는 시청에 의사당을 두고 있다.
전체 의원 중 3분의 2의 동의를 거쳐 시장이 제출한 연간예산안을 수정하며, 시장의 행정입법 초안을 반려할 수 있는 권한을 갖고 있다. 이밖에도 런던 시민의 생활과 직결되는 교통, 환경 문제에 관한 사안들을 조사할 수 있으며, 연구결과와 권고를 발행하고 시장에게 제안할 수도 있다.

## 상세

### 의원
런던 의원은 총 25인으로 구성되는데, 기본적인 소선거구제로 당선된 의원에 비례대표로 선출된 의원들을 더하는 방식이다. 선거는 4년마다 치러지며 런던 시장 선거와 동시에 치러진다. 소선거구제 선거의 경우 총 14개 선거구에서 한 명씩 당선된다. 정당명부 비례대표제는 런던 전역을 대상으로 하며, 각당에서 추천한 후보들의 명단을 만들어 정당득표율대로 총 11명이 당선된다. 정당명부에 지원한 정당이 의석을 차지하려면 최소한 5%의 득표율을 올려야 한다.
런던 의회의 의원으로 당선되면 'AM' (Assembly Member)이란 직함을 달을 수 있다. 런던의회 의원의 평균 연봉은 2012년 기준으로 55,000파운드 (약 8100만 원)에 달한다.

### 역사
런던 의회의 과반 의석수는 13석이지만, 어느 한 정당이 과반 의석수를 차지한 적은 단 한 차례도 없었다. 초대 선거인 2000년 선거에서는 보수당과 노동당이 동수였고, 2004년과 2008년 선거에서는 보수당이 몇 석 앞섰다. 그러나 2012년 총선부터 지금까지는 노동당이 제1당을 차지하고 있다.
2000년 개원 이래 런던 의회 출신으로 영국 국회의원까지 오른 사람은 총 12명이다. 노동당에는 데이비드 래미, 메그 힐리어, 다이애나 존슨, 보수당에는 앤드류 펠링, 밥 네일, 앤지 브레이, 밥 블랙맨, 에릭 올런쇼, 빅토리아 보릭, 제임스 클리블리, 킷 맬토스가 있으며 자민당에 린 페더스톤이 있다.
2016년 12월 선거개편법이 발의되면서 런던 의회 선거의 방식에도 변화가 예고되고 있다. 특히 기존에 이뤄지던 정당명부식 비례대표제를 철폐하고 소선거구제로만 의원을 선출하겠다는 것이다. 2017년 영국 총선 당시 보수당의 매니페스토에서도 런던 의회의 선거방식을 소선거구제로 바꾸겠다고 공약한 바 있다.
| 정당 | 정당          | 의석수 | 의석수 | 의석수 | 의석수 | 의석수 | 의석수  |
| 정당 | 정당          | 2000년 | 2004년 | 2008년 | 2012년 | 2016년 |         |
| ---- | ------------- | ------ | ------ | ------ | ------ | ------ | ------- |
|      | 노동당        | 9      | 7      | 8      | 12     | 12     | 12 / 25 |
|      | 보수당        | 9      | 9      | 11     | 9      | 8      | 8 / 25  |
|      | 녹색당        | 3      | 2      | 2      | 2      | 2      | 2 / 25  |
|      | 영국 독립당   |        | 2      |        |        | 2      | 2 / 25  |
|      | 자유민주당    | 4      | 5      | 3      | 2      | 1      | 1 / 25  |
|      | 브리튼 국민당 |        |        | 1      |        |        | 0 / 25  |